# Liste du patrimoine immobilier classé de Musson
Cette page regroupe l'ensemble du patrimoine immobilier classé de la commune belge de Musson.
| Objet | Année de construction / Architecte | Adresse               | Section communale | Coordonnées                      | Numéro d’inventaire | Illustration                                                      |
| --- | ---------------------------------- | --------------------- | ----------------- | -------------------------------- | ------------------- | ----------------------------------------------------------------- |
| Marais de la Cussignière |                                    |                       |                   | 49° 33′ 12″ nord, 5° 40′ 10″ est | 85026-CLT-0001-01   | Image manquanteTéléverser                                         |
| Calvaire dit Croix de Justice et les vestiges du portail du cimetière aménagé en monument commémoratif aux combattants, prisonniers civils et déportés de Musson en 1914 sis place Albert Goffinet à Musson (M) et établissement d'une zone de protection (ZP) |                                    | Place Albert Goffinet |                   | 49° 33′ 32″ nord, 5° 42′ 20″ est | 85026-CLT-0003-01   | Calvaire dit Croix de Justice et portail, plus zone de protection |